# إسماعيل كوشام
إسماعيل كوشام  (9 يونيو 1984 المغرب) هو لاعب كرة قدم مغربي.

## سيرة
لعب مع شباب نادي في الرشاد البرنوصي، وانتقل إلى الفريق الأول في عام 2007 وترك النادي في عام 2010 ليلعب مع أولمبيك خريبكة، وبقى موسمين مع هذا النادي.
في 1 يوليو 2012، انضم إلى الرجاء البيضاوي لمدة 3 سنوات.

## روابط خارجية
- إسماعيل كوشام على موقع قاعدة بيانات كرة القدم.إي يو (الإنجليزية)